# Madiza pachymera
Madiza pachymera är en tvåvingeart som beskrevs av Becker 1908. Madiza pachymera ingår i släktet Madiza och familjen sprickflugor. Arten är reproducerande i Sverige. Inga underarter finns listade i Catalogue of Life.